# 비버리 힐빌리즈 (영화)
《비버리 힐빌리즈》(영어: The Beverly Hillbillies)는 미국에서 제작된 퍼넬러피 스피어리스 감독의 1993년 코미디 영화이다. 디드릭 베이더 등이 출연하였다.

## 출연진
- 짐 바니
- 디드릭 베이더
- 에리카 얼레니액
- 클로리스 리치먼
- 대브니 콜먼
- 릴리 톰린
- 롭 슈나이더
- 리아 톰프슨
- 페니 풀러
- 케빈 코널리
- 린다 칼슨
- 버디 에브슨
- 로버트 이스턴
- 돌리 파턴
- 자 자 가보

## 기타 제작진
- 배역: 글렌 대니얼스
- 미술: 피터 제이미슨